# Les Rênes du pouvoir
Pour plus de détails, voir Fiche technique et Distribution.
Les Rênes du pouvoir (The Big Brass Ring) est un film américain réalisé par George Hickenlooper, sorti en 1999.

## Fiche technique
- Titre : Les Rênes du pouvoir
- Titre original : The Big Brass Ring
- Réalisation : George Hickenlooper
- Scénario : Orson Welles, Oja Kodar, F. X. Feeney et George Hickenlooper
- Musique : Michael Kamen
- Pays d'origine :  États-Unis
- Sociétés de production : Millennium Films
- Genre : Drame
- Durée : 104 minutes
- Date de sortie : 15 août 1999

## Distribution
- William Hurt : William Blake Pellarin
- Nigel Hawthorne : Kim Minnaker
- Irene Jacob : Cela Brandini
- Jefferson Mays : Garne Strickland
- Miranda Richardson : Dinah